# Explozia (film)
Explozia este un film românesc din 1972 realizat de Mircea Drăgan după un scenariu de Ioan Grigorescu. A fost produs de România Film și are durata de 112 minute. Filmul are ca subiect un fapt real petrecut în 1970, incendiul navei Vrachos (rebotezată și folosită la filmări ca Poseidon) pe care s-au încărcat 3.700 din 4-000 de tone de azotat de amoniu și care, prin explozie, amenința cu distrugerea orașului Galați și a Combinatului Siderurgic.

## Rezumat
Nava „Poseidon”, înregistrată sub pavilion panamez, transportă 4.000 de tone de îngrășăminte agricole (azotat de amoniu). Un incendiu izbucnește în sala mașinilor și există pericolul ca întreaga navă să fie cuprinsă de flăcări. Înainte de a părăsi nava, sărind în apă, echipajul reușește să trimită un SOS care este recepționat la căpitănia Portului Galați. Căpitănia Portului, Secretarul de partid și Primarul orașului își dau seama de repercusiunile exploziei navei. Practic întreg orașul Galați ar fi fost șters de pe harta României datorită efectului direct al exploziei navei combinat cu explozia secundară – așa cum este subliniat în film – a Fabricii de Oxigen Lichid situată în incinta Combinatului Siderurgic Galați.
Imediat după aceasta, apare echipa de intervenție, apar și localnici care vor să ofere ajutor. În acest timp, în Galați, totul se derulează normal... are loc și o nuntă, de unde unul din personajele cheie, Gica „Salamandră”, pleacă pe navă să acorde o mână de ajutor, abandonându-și nuntașii nu însă înainte de a-i informa despre pericolul ce-i așteaptă.
Un mănunchi de oameni, locuitori simpli ai Galațiului, muncitori ai Șantierului Naval împreună cu autoritățile, trăiesc o situație dramatică așezați pe un adevărat butoi de pulbere, situație în care pericolul și imprevizibilul dansează deasupra capetelor lor, la fel ca și limbile de foc de pe vasul sortit definitiv distrugerii.
Acțiunea filmului se desfășoară în mai multe puncte-reper strategice din municipiul Galați: Dunărea, Combinatul Siderurgic, Șantierul Naval, Turnul de televiziune, centrul Municipiului Galați, restaurantul „Olimpic” (cel mai vechi din Galați), Prefectura Județului Galați, Primăria Municipiului Galați, Faleza Dunării, Gara Fluvială, plaja „Cocuța”.
Acest film nu a folosit trucaje. Exploziile, explozibilul folosit (dinamita/TNT), elicopterele IAR-Ghimbav ale Armatei, mașinile Pompierilor, toate au fost reale! Nimic nu s-a jucat „cu mască”. Acest film este unul din puținele care redau fidel și cu exactitate realitatea de atunci. Impactul momentelor din timpul turnării filmului asupra populației a fost unul cât se poate de pozitiv. Un film dedicat atât publicului cinefil al genului dar și un real exercițiu de mobilizare a populației civile în situații ca aceasta.

## Distribuție
- Gheorghe Dinică — pompierul petrolist Gheorghe Oprișan, zis Gică Salamandră
- Radu Beligan — profesorul Luca
- Toma Caragiu — Ticu Corbea, prim-secretarul organizației județene de partid Galați
- Dem Rădulescu — ofițerul naval Neagu
- Jean Constantin — lăutarul Tilică
- George Motoi — căpitanul de marină Marinescu
- Toma Dimitriu — Ioanide, primarul orașului Galați
- Colea Răutu — Anghel, comandantul portului Galați
- Draga Olteanu Matei — Angela, soția lui Salamandră
- Mircea Diaconu — ofițerul naval Victoraș
- Aurel Cioranu — marinarul Samoilă
- Mircea Bașta — colonelul Coman, comandantul detașamentului de pompieri
- Florin Piersic — marinarul străin
- Cezara Dafinescu — fata blondă
- Gheorghe Oancea — Macarie, membru al Comitetului de criză
- Tatiana Iekel — Ileana, soția secretarului Corbea
- Victor Mavrodineanu — marinarul Vasile
- Mircea Cosma
- Vasile Boghiță — sudorul Gore Damian, șeful Brigăzii 3 Sudori de la Combinatul Siderurgic
- Dorin Dron
- Petre Simionescu
- Viorel Popescu
- Radu Jipa
- Radu Dumitrescu
- Ioana Ioniță-Ionescu
- Viorica Ciubucciu
- Mihai Albu
- Mihai Mălaimare — hoț din portul Galați
- Marin Benea
- Constantin Vurtejan
- Theo Cojocaru
- Dan Dinulescu
- Nicolae Călugărița
- Nicolae Marian

## Un fapt real
Explozia este un film românesc realizat de Mircea Drăgan în 1973 după un scenariu scris de Ioan Grigorescu, muzica fiind compusă de Theodor Grigoriu. Filmul este produs de România Film și are durata de 112 minute. Filmul are ca subiect un fapt real petrecut la 10 ianuarie 1971, incendiul navei Vrachos  ce transporta 3.700  tone de azotat de amoniu. Abandonarea navei amenința cu extinderea incendiului a încărcăturii ceea ce ar fi putut produce distrugerea orașului Galați și a Combinatului Siderurgic.
„(…)În apele portului Galați este semnalat un vas fantomă, fără echipaj, navigând în derivă și aruncând flăcări. Aflate la bord, baloane de oxigen pot exploda în orice moment, aruncând întregul oraș în aer (...)” titra, la acea vreme, presa locală a Galațiului dar și cea națională.
Acest dramă cinematografică, ce poate fi considerată ca un film de propagandă politică și de slăvire a moralei socialiste, prezintă totuși o realitate ce se poate produce oricând, datorită unei erori umane, unui incident de ordin tehnic sau, pur și simplu, unui accident, indiferent de conjunctură, orânduire sau orientare politică în trecut, în prezent sau chiar și-n viitor. Pericolul este iminent într-un oraș port fluvio-maritim cum este Galați și unde traficul de nave este mare.

## Primire
Filmul a fost vizionat de 3.059.666 de persoane în cinematografele din România, după cum atestă o situație a numărului de spectatori înregistrat de filmele românești de la data premierei și până la data de 31 decembrie 2014 alcătuită de Centrul Național al Cinematografiei.
Succesul filmului Explozia a făcut ca în timpul negocierilor pentru vânzarea peliculei în străinătate să se ajungă la o înțelegere în vederea realizării în coproducție a unei continuări, Cuibul salamandrelor.